# Bosa (Bogotá)

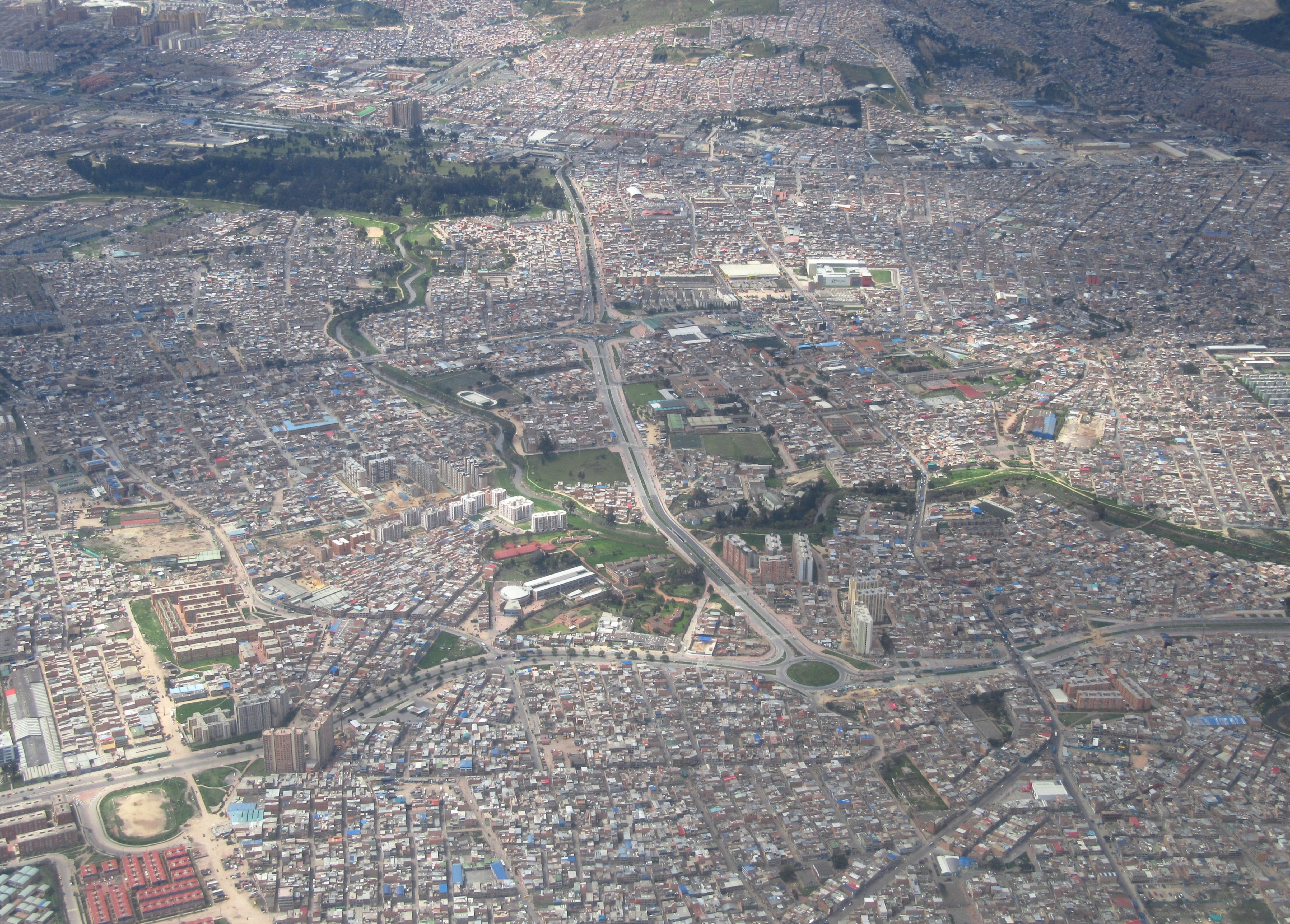
Bosa

Bosa é a localidade número sete do Distrito Capital de Bogotá, Colômbia. Localizada no sudoeste da cidade. Sua população estimada para 2021 é de 722.893 habitantes.